# Carcharhinus brevipinna
Carcharhinus brevipinna és una espècie de peix de la família dels carcarínids i de l'ordre dels carcariniformes.

## Morfologia
Els mascles poden assolir els 300 cm de longitud total.

## Distribució geogràfica
Es troba a l'Atlàntic occidental (des de Carolina del Nord fins al nord del Golf de Mèxic, Cuba i les Bahames, i des del sud del Brasil fins al nord de l'Argentina), a l'Atlàntic oriental (des de la península Ibèrica fins a Namíbia, incloent-hi la mar Mediterrània), i des del Mar Roig fins a Sud-àfrica, Indonèsia, Japó i Austràlia.